# Insjön (Hummelmora, södra Ljusterö)
Insjön är en insjö på Ljusterö i Ljusterö socken, Österåkers kommun i Uppland och ingår i Norrtäljeån-Åkerströms kustområde. I Ljusterö socken finns det ytterligare tre insjöar som heter Insjön. Dessa är Insjön som också ligger på södra Ljusterö, Insjön som finns på Brottö och Insjön som återfinns på Siarö.